# كأس تونس للكرة الطائرة للرجال 2009–10
كأس تونس للكرة الطائرة للرجال 2009-2010 هو الموسم رقم 54 من كأس تونس للكرة الطائرة للرجال.

فاز بهذا الموسم الترجي الرياضي التونسي.

## روابط خارجية
- الموقع الرسمي للجامعة التونسية للكرة الطائرة.